# The Fire Raisers
Pour plus de détails, voir Fiche technique et Distribution.
The Fire Raisers est un film britannique de Michael Powell, sorti en 1934.

## Synopsis
Un enquêteur des assurances désabusé se lie avec un gang d'incendiaires. Mais il va se repentir.

## Fiche technique
- Titre original : The Fire Raisers
- Réalisation : Michael Powell
- Scénario : Michael Powell, Jerome Jackson
- Direction artistique : Alfred Junge
- Costumes : Gordon Conway
- Photographie : Leslie Rowson
- Son : A. Birch
- Montage : Derek N. Twist
- Production : Jerome Jackson
- Société de production : Gaumont-British Picture Corporation
- Société de distribution : Woolf & Freedman Film Service
- Pays d’origine :  Royaume-Uni
- Langue originale : anglais
- Format : noir et blanc — 35 mm — 1,37:1 — son Mono (British Acoustic Film)
- Genre : drame
- Durée : 77 minutes
- Date de sortie : 
  - Royaume-Uni : 22 janvier 1934

## Distribution
- Leslie Banks : Jim Bronton
- Anne Grey : Arden Brent
- Carol Goodner : Helen Vaughan
- Frank Cellier : Brent
- Francis L. Sullivan : Stedding
- Lawrence Anderson : Twist
- Harry Caine : Bates
- George Merritt : Sonners
- Danny Green : un homme de main de Stedding
- Joyce Kirby : Polly
- Wally Patch : Price
- Ben Welden : un homme de main de Stedding